# Glaucosciadium cordifolium
Glaucosciadium cordifolium är en flockblommig växtart som först beskrevs av Pierre Edmond Boissier, och fick sitt nu gällande namn av Brian Laurence Burtt och Peter Hadland Davis. Glaucosciadium cordifolium ingår i släktet Glaucosciadium och familjen flockblommiga växter. Inga underarter finns listade i Catalogue of Life.